# Enregistrament i reproducció del so
L'enregistrament i reproducció del so és un tipus d'enregistrament consistent en la inscripció i posterior recreació elèctrica o mecànica de les ones sonores, normalment utilitzat per a la veu o la música. Les dues tècniques principals d'enregistrament del so són l'enregistrament analògic i l'enregistrament digital.
L'enregistrament analògic s'aconsegueix amb un petit diafragma de micròfon que detecta canvis en la pressió atmosfèrica (ones de so acústiques) i les enregistra com ones de so gràfiques en un medi com un fonògraf (en el que un estilet fa solcs helicoidals sobre un cilindre de fonògraf) o una cinta magnètica. En l'enregistrament en cinta magnètica, les ones de so fan vibrar el diafragma del micròfon i són convertides en flux magnètic, que es converteix posteriorment en un camp magnètic per un electroimant, que fa una representació del so mitjançant àrees magnetitzades en una cinta de plàstic amb un reversiment magnètic.
La reproducció del so analògic és el procés invers, en el que un altaveu de diafragma de major mida causa canvis en la pressió atmosfèrica per formar ones de so acústiques. Les ones de so generades per electricitat també poden ser enregistrades directament mitjançant dispositius com els altaveus d'una guitarra elèctrica o un sintetitzador, sense l'ús d'acústic en el procés de gravació, més que la necessitat dels músics d'escoltar com estan tocant durant les sessions de gravació.
La reproducció i enregistrament digital utilitza les mateixes tecnologies analògiques, amb l'afegit de la digitalització de les dades i senyals onogràfiques, permetent que aquests siguin emmagatzemats i transmesos en una major varietat de medis. Les dades numèriques binàries digitals són una representació dels punts de vector periòdics en les dades analògiques a una freqüència de mostratge normalment massa freqüent perquè la oïda humana distingeixi diferències en la qualitat. Els enregistraments digitals no han d'estar necessàriament a una freqüència de mostratge major, però en general se les considera de més qualitat per la seva menor interferència per pols o electromagnètica en la reproducció, i un menor deteriorament mencànic per fregament o mal ús del medi d'emmagatzematge.

## Procés analògic
L'enregistrament analògic s'aconsegueix a partir d'un micròfon de diafragma que detecta els canvis de pressió atmosfèrica provocats per les ones sonores que s'inscriuen com a ones sonores gràfiques en un medi. Els primers enregistraments d'aquest tipus s'anomenaven sonogrames i no disposaven de cap mecanisme per a la reproducció posterior.
Amb un fonògraf exclusivament mecànic, la conversió analògica es fa en forma de solcs gravats amb una agulla. Els fonògrafs més nous utilitzen l'electrònica en el procés.
Amb un magnetòfon, el senyal generat al micròfon modula un corrent elèctric que al passar per un capçal transcriu el sonograma magnetitzant les partícules contingudes en la cinta magnètica.
La reproducció sonora analògica és el procés invers, amb un diafragma d'altaveu més gran que fa que els canvis de pressió atmosfèrica formin ones sonores acústiques.

## Procés digital

Representació gràfica d'una ona sonora analògica (en vermell) i digital (en blau)

En l'enregistrament i reproducció digital els sonogrames analògics són mostrejats i digitalitzats per tal de poder ser emmagatzemats i transmesos a gran varietat de medis. Les dades digitals, en forma de nombres binaris, són una representació dels punts que conformen la funció d'ona del senyal analògic a una freqüència de mostreig superior a la capacitat de percepció de l'orella humana.
Sovint es consideren millor els enregistraments digitals que els analògics, no pas per ser de major qualitat, sinó degut a la menor incidència de les interferències (electromagnètiques o de la pols) en la reproducció i menys deteriorament per corrosió mecànica o maltractament del suport d'emmagatzematge.

## Història
La primera experiència de reproducció i enregistrament del so va ser duta a terme per Thomas Alva Edison el 1877 amb el fonògraf mecànic de cilindre, patentat per ell mateix el 1878. L'invent es va fer ràpidament molt popular i en les dues dècades següents, l'enregistrament, distribució i venda de sons enregistrats va fer aparèixer una important indústria a nivell internacional, arribant-se a vendre a principis del segle xx, milions de còpies dels enregistraments més famosos.
El següent desenvolupament tècnic més important fou la invenció del gramòfon de discs, patentat l'any 1888 per Emile Berliner. Els discs eren més fàcils de fabricar, transportar i emmagatzemar, i a més sonaven lleugerament més fort que els cilindres, que només podien ser gravats per una única cara. A principis de la dècada de 1910 les vendes de discos de gramòfon van començar a superar les de cilindres de fonògraf i al final de la Primera Guerra Mundial el disc s'havia convertit en el format d'enregistrament comercial dominant. Amb diversos canvis, el format de disc d'àudio fou el suport principal per a enregistraments de so a nivell comercial fins a finals del segle xx.
L'enregistrament del so es va mantenir com un procés mecànic fins als primers anys 1920 (amb l'excepció del telègrafon de 1899) quan una sèrie d'invencions en el camp de l'electrònica revolucionava l'enregistrament del so i la seva jove indústria. Aquests incloïen transductors sòlids com micròfons i altaveus, i diversos aparells electrònics com la taula de mescla, dissenyada per a l'amplificació i modificació de senyals acústics elèctrics.
Després del fonògraf Edison, els avenços més significatius en l'enregistrament de so foren sens dubte els sistemes electrònics inventats per dos científics americans entre 1900 i 1924. El 1906 Lee De Forest inventava el Tríode "Audion", vàlvula electrònica, que podia amplificar en gran manera senyals elèctrics dèbils i que es convertiria en la base de totes les subsegüents cadenes de so elèctriques fins a la invenció del transistor. Aquest invent va ser seguit per la invenció del circuit regeneratiu, el circuit superregeneratiu i el circuit de receptor superheterodí, tots els quals foren inventats i patentats pel jove geni d'electrònica Edwin Armstrong entre 1914 i 1922. Les invencions d'Armstrong van fer realitat l'enregistrament del so d'alta fidelitat, facilitant el desenvolupament de l'amplificador electrònic i molts altres aparells; a partir de 1925 aquests sistemes van esdevenir estàndards en l'enregistrament i la radiodifusió.
Posteriors desenvolupaments tecnològics faran possible aspectes com l'estereofonia, l'alta fidelitat (Hi-fi), els experiments amb el so quadrafònic, precursor del sorround; el sistema de reducció de soroll Dolby; la casset, que serà l'iniciador dels reproductors personals de música (Walkman).
La invenció de l'enregistrament de so digital i el disc compacte l'any 1982 va portar millores significatives en la durabilitat i la manipulació dels enregistraments comercials. El CD iniciava una altra ona massiva de canvis a la indústria discogràfica, relegant a mitjans dels anys 90 el disc de vinil a un pla molt secundari i portant a la pràctica desaparició a les cintes de casset. La compressió de fitxers d'audio (mp3) i els moderns reproductors d'audio digital representen els darrers canvi en la tecnologia i el consum dels enregistraments musicals.

## L'enregistrament sonor i la música actual

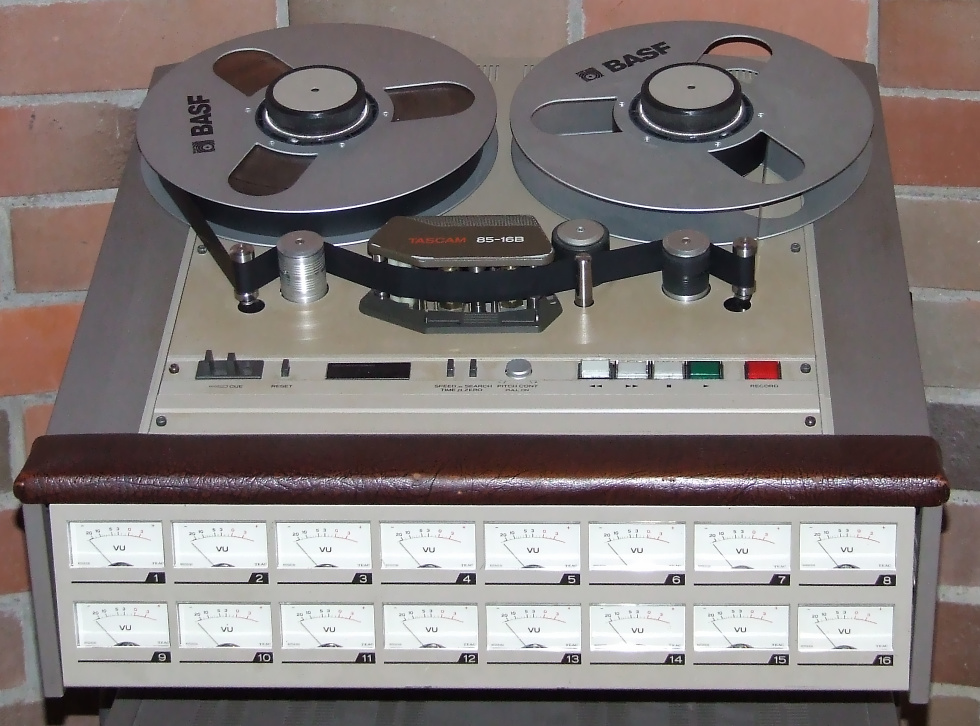
Magnetòfon multipista analògic de 16 pistes d'audio.

Al llarg de tot el segle XX es van anar produint avenços i descobriments que han tingut una gran importància a nivell tecnològic però també artístic, influint de manera molt notable en la música actual. La invenció de la cinta magnètica i del magnetòfon, va permetre al músic i inventor estatunidenc Les Paul crear el primer magnetòfon multipista, i idear el mètode de l'enregistrament multipista, que permet enregistrar múltiples fonts sonores en un tot. Aquest mètode va obrir el camí als agosarats experiments sonors de la Musique concrète i a compositors d'avantguarda com Karlheinz Stockhausen, que la vegada van influir notablement sobre artistes innovadors de la música pop com Frank Zappa, The Beatles i The Beach Boys.